# Gleb Malcew
Gleb Malcew (kaz. Глеб Мальцев, ur. 7 marca 1988) – kazachski piłkarz występujący na pozycji napastnika. Od 2007 roku piłkarz kazachskiego klubu Irtysz Pawłodar. Ma na koncie trzy występy w reprezentacji Kazachstanu, w której debiutował w 2008 roku.